# Lemmysuchus
Lemmysuchus is een geslacht van machimosauride Thalattosuchia uit het Midden-Jura (Callovien) van Engeland en Frankrijk. Net als veel andere teleosauroïden uit Europa heeft het een ingewikkelde taxonomische geschiedenis.

## Geschiedenis
Steneosaurus obtusidens, de 'stomptand', werd in 1909 door Charles William Andrews benoemd uit de Oxford Clayformatie uit het Callovien van Cambridgeshire, zuidoost-Engeland op basis van een gedeeltelijk skelet met schedel (NHMUK R.3168) in de negentiende eeuw door de herenboer Alfred Nicholson Leeds opgegraven in een leemput bij Peterborough. De precieze datum is onbekend. Kenmerken door Andrews aangehaald als diagnostisch voor Steneosaurus obtusidens omvatten: een kort rostrum (preorbitale snuitlengte tweeënvijftig procent van de totale schedellengte); tanden stomp en afgerond aan de uiteinden; pantser versierd met langwerpige putversieringen. Andrews wees twee verdere skeletten uit de Leedscollectie toe, de specimina NHMUK PV R 3169 en NHMUK PV R 3898, hoewel die de stompe tanden misten.
De geldigheid van Steneosaurus obtusidens werd betwist in een artikel uit 1987 door Adams-Tresman waarin de type-exemplaren van nominale teleosauroïde soorten uit de Oxford Clay werden herzien. Kenmerken gebruikt door Andrews om Steneosaurus obtusidens van andere soorten te onderscheiden, werden afgedaan als variabel binnen exemplaren van Steneosaurus edwardsi en Steneosaurus obtusidens werd beschouwd als een jonger synoniem van Steneosaurus durobrivensis (= Steneosaurus edwardsi). Sommige auteurs beschouwden dit taxon als een waarschijnlijk jonger synoniem van Machimosaurus hughii op basis van een later ontdekt exemplaar dat werd gevonden in afzettingen uit het Callovien van Calvados, Laag-Normandië, Frankrijk, hoewel ze benadrukten dat een taxonomische beoordeling van teleosauriden met stompe snuiten nodig was. Deze synoniemen werden zonder commentaar aanvaard in een wetenschappelijk artikel uit 2009 over thalattosuchische morfometrie.
In 2013 werd een nieuw exemplaar van Machimosaurus beschreven uit het Laat-Jura (afzettingen uit het Kimmerdgien van Zuid-Duitsland (later Machimosaurus buffetauti genoemd), en het werd duidelijk dat variatie binnen stomp getande teleosauroïden taxonomisch significant genoeg was om Steneosaurus obtusidens te erkennen als generiek verschillend van Machimosaurus. Andere cladistische en vergelijkende studies waren het met deze beoordeling eens, waarbij Steneosaurus obtusidens in een clade met Machimosaurus en Steneosaurus edwardsi werden gevonden.
In 2017 werd de soort door Michela M. Johnson, Mark T. Young, Lorna Steel, Davide Foffa, Adam S. Smith, Stéphane Hua, Philipe Havlik, Eliza A. Howlett en Gareth Dyke verplaatst naar zijn eigen geslacht Lemmysuchus, verwijzend naar wijlen Ian Fraser Kilmister, beter bekend als 'Lemmy' van de band Motörhead, en het Griekse woord voor de Egyptische krokodillengod, Souchos. Alleen de specimina PETMG R39 (een skelet), PETMG R31 (wervels), LPP.M.21 (een schedel met onderkaken) en NOTNH FS3361 (een snuit) werden toegewezen.

## Beschrijving

### Grootte en onderscheidende kenmerken
De lengte van Lemmysuchus werd geschat op een kleine zes meter, waarvan de schedel 116 centimeter beslaat. NHMUK PV R 3898 is een kleine meter langer maar wordt nu aan Steneosaurus edwardsi toegewezen.
In 2017 werden verschillende onderscheidende kenmerken aangewezen. Het zijn autapomorfieën, unieke afgeleide eigenschappen. De buitenwand van de snuit is sterk bol gekromd, met name de neusbeenderen. De beennaad tussen de neusbeenderen is geheel of gedeeltelijk versmolten. Het voorblad van het darmbeen is klein en horizontaal kort. In het darmbeen is het heupgewricht ondiep en zwak ontwikkeld. Het darmbeen heeft slechts een lage kam boven het heupgewricht. De osteodermen van de rug hebben een ornamentering bestaande uit onregelmatige putten, klein tot groot van diameter, die van het midden van de kiel uitwaaieren in een uitstralend sterpatroon.

### Skelet
De snuit is smal en langwerpig met 61,2 procent van de schedellengte. Er staan vier tanden in de praemaxilla in plaats van drie. De eerste premaxillaire tand staat niet schuin naar voren. In het bovenkaaksbeen en het dentarium staan negenentwintig tanden. De tanden zijn kegelvormig maar stomp. De achterste tanden zijn soms maar 80 procent hoger dan overdwars breed. De tanden hebben aan de basis vele hoge richels die naar boven met elkaar versmelten. Alle tanden hebben snijranden. De snijranden tonen echte vertandingen, denticula, maar ook een golvend profiel dat vertandingen suggereert. De tanden passen in uithollingen in de tegenoverliggende kaken en onderkaken. De bovenste slaapvensters zijn parallellogramvormig en beslaan ongeveer een kwart van de schedellengte. De buitenste en binnenste gewrichtscondylen van het quadratum zijn groot en even groot.
De draaier mist diapofysen. Er zijn drie sacrale wervels. De achterrand van het darmbeen is stomp en min meer vierkant van profiel. Het bovenste scheenbeen is sterk naar voren gebogen.

## Fylogenie
Lemmysuchus is in de Machimosaurinae geplaatst met Machimosaurus als zustersoort de klade Machimosaurini vormend.